# Oshamanbe
Oshamanbe (長万部町, Oshamanbe-chō) est un bourg du district de Yamakoshi, situé dans la sous-préfecture d'Oshima, sur l'île de Hokkaidō, au Japon.

## Géographie

### Situation
Oshamanbe est situé dans le sud de Hokkaidō, au bord de la baie d'Uchiura.

### Démographie
Au 31 mars 2015, la population d'Oshamanbe s'élevait à 5 674 habitants répartis sur une superficie de 310,76 km2.

## Histoire
Oshamanbe a été fondé en 1864. Il obtient le statut de bourg en 1943.

## Transports
Oshamanbe est desservi par les lignes Hakodate et Muroran de la JR Hokkaido. La gare d'Oshamambe est la principale gare de la ville.